# South-American Beach Games 2023/Beachhandball
Der Beachhandball-Wettbewerb bei den South-American Beach Games 2023 (spanisch Juegos Suramericanos de Playa 2023; portugiesisch Jogos Sul-Americanos de Praia 2023) war die fünfte Austragung eines Beachhandball-Wettbewerbs im Rahmen der South-American Beach Games. Der Wettbewerb wurde vom 14. bis 17. Juli des Jahres im Stadion Parque Multideportivo 500 Años Sede am Strand El Rodadero in Santa Marta, Kolumbien von der Organización Deportiva Suramericana (ODESUR) durchgeführt.

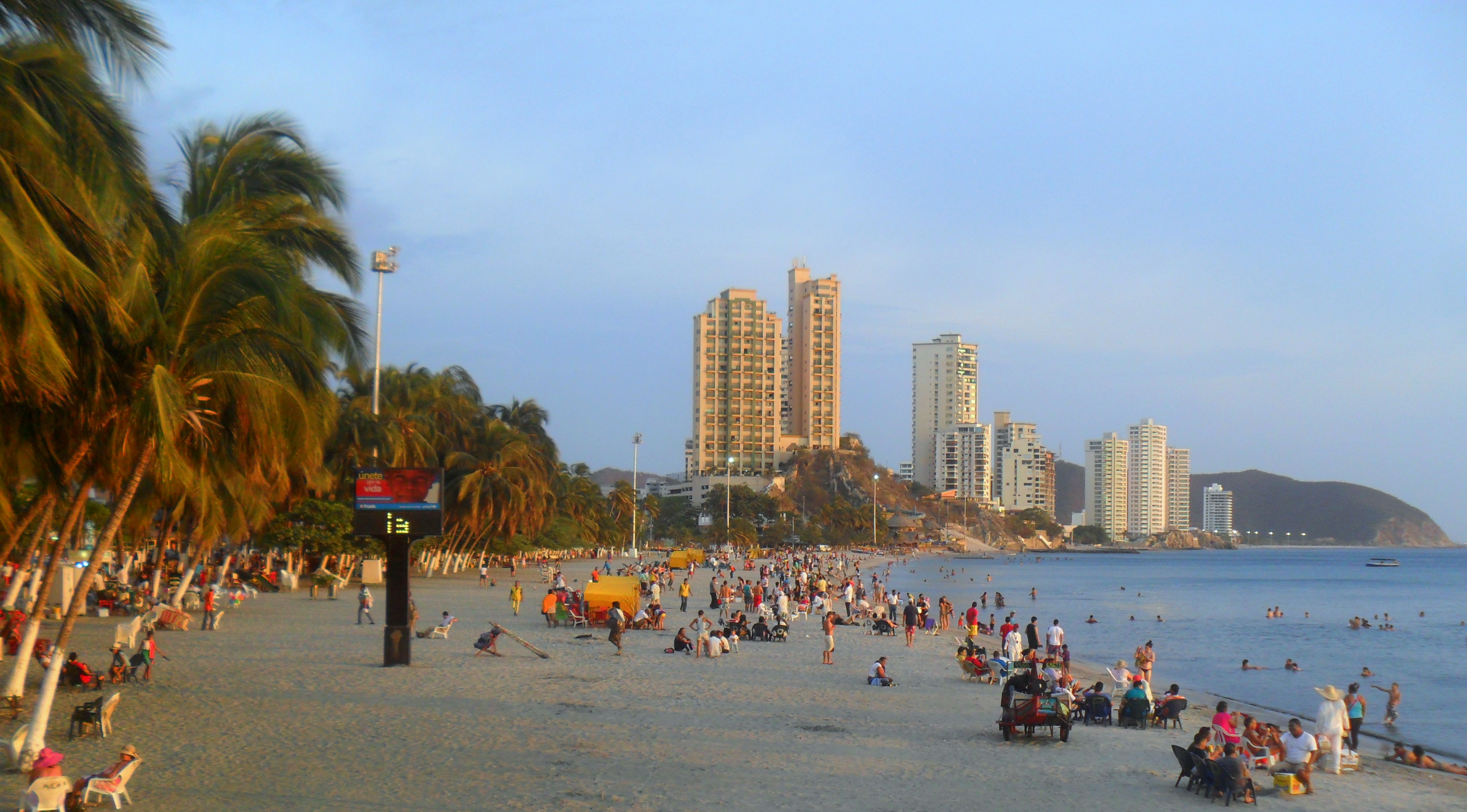
Blick auf den Strand von El Rodadero

Erstmals wurde im Vergleich zur vorherigen Austragung im argentinischen Rosario der olympisch übliche Vierjahresrhythmus eingehalten. Es war der zweite Beachhandball-Wettbewerb für Nationalmannschaften an dieser Stelle nach den Central American and Caribbean Sea and Beach Games 2022 im Jahr zuvor. Bei den Männern nahmen mit denselben neun Mannschaften wie 2019 erneut die größte Zahl an Mannschaften überhaupt teil, somit auch erneut alle neun südamerikanischen Staaten, die bislang schon einmal eine Beachhandball-Nationalmannschaft aufgestellt hatten. Damit fehlte von allen Flächenstaaten nur Bolivien. Bei den Frauen wurde mit sieben Mannschaften der Rekord von 2011 und 2019 eingestellt, wobei es hier die einzige Veränderung im Starterfeld gab: Uruguay ersetzte Peru.
Bei den Männern konnte Brasilien zum ersten Mal bei einer Teilnahme nicht die Goldmedaille gewinnen, ja erreichte nicht einmal das Halbfinale. Uruguay nutzte die Gelegenheit zum ersten Titelgewinn in der Geschichte der Mannschaft. Bei den Frauen konnte sich Brasilien die Spitzenposition von Argentinien zurückerobern, das im Finale besiegt wurde. Argentinien erreichte mit beiden Geschlechtern die Finalspiele, Uruguay konnte ebenfalls zwei Medaillen gewinnen und Venezuela verpasste trotz der Teilnahme an beiden Halbfinals den Gewinn einer Medaille.
| Frauen Details | Santa Marta, Kolumbien | Brasilien | 2:1 | Argentinien | Uruguay | 2:1 | Venezuela |
| Männer Details | Santa Marta, Kolumbien | Uruguay   | 2:0 | Argentinien | Chile   | 2:0 | Venezuela |

## Platzierungen der Mannschaften
| Nation         | Frauen | Männer |
| -------------- | ------ | ------ |
| Argentinien    | 2      | 2      |
| Brasilien      | 1      | 5      |
| Chile          | 6      | 3      |
| Ecuador        | –      | 7      |
| Kolumbien      | 7      | 8      |
| Paraguay       | 5      | 6      |
| Peru           | –      | 9      |
| Uruguay        | 3      | 1      |
| Venezuela      | 4      | 4      |
| Teilnehmerzahl | 7      | 9      |

| Legende | Legende | Legende | Legende              |
| ------- | ------- | ------- | -------------------- |
| 1       | 2       | 3       | Podest-Platzierungen |
| 4       | 4       | 4       | Halbfinalist         |